# Cyatholipus
Cyatholipus là một chi nhện trong họ Cyatholipidae.

## Các loài
Theo The World Spider Catalogo 12.0:
- Cyatholipus avus Griswold, 1987
- Cyatholipus hirsutissimus Simón, 1894
- Cyatholipus icubatus Griswold, 1987
- Cyatholipus isolatus Griswold, 1987
- Cyatholipus quadrimaculatus Simón, 1894
- Cyatholipus tortilis Griswold, 1987